# Idaea complexaria
Idaea complexaria là một loài bướm đêm trong họ Geometridae.